# كين بوسويل
كين بوسويل (بالإنجليزية: Ken Boswell)‏ هو لاعب كرة قاعدة أمريكي، ولد في 23 فبراير 1946 في أوستن في الولايات المتحدة.

## وصلات خارجية
- كين بوسويل على موقع دوري كرة القاعدة الرئيسي (الإنجليزية)
- كين بوسويل على موقعبيزبول رفرنس.كوم (الدوري الرئيسي) (الإنجليزية)
- كين بوسويل على موقعبيزبول رفرنس.كوم (الدوري الثانوي) (الإنجليزية)
- كين بوسويل على موقع إي إس بي إن.كوم (أم.أل.بي) (الإنجليزية)
- كين بوسويل على موقع مشجعي الرسوم البيانية (الإنجليزية)